# Петренко, Владимир Иванович (Герой Украины)
Владимир Иванович Петренко (род. 1944) — председатель правления открытого акционерного общества «Киевметрострой», г. Киев, Герой Украины (2004).

## Биография
Родился 1 марта 1944 года в с. Кийлов, Бориспольского района Киевской области. Украинец.

### Образование
- Киевский автомобильно-дорожный институт, дорожно-строительный факультет (1963—1971), инженер-строитель, «Мосты и туннели».
- Кандидат технических наук — кандидатская диссертация «Разработка и обоснование параметров новых технологий проходки выработок большого разреза в сложных инженерно-геологических условиях» (2000, Национальная горная академия Украины).
- Академик Академии строительства Украины (1996).

### Деятельность
- С 10.1961 — дежурный слесарь, Киевский завод «Красный резинщик».
- В 1963—1966 — служба в Советской Армии.
- С 09.1966 — студент ВУЗа.
- С 10.1971 — сменный маркшейдер, с 10.1974 — начальник смены, с 04.1975 — начальник участка БМУ-4.
- С 10.1979 — начальник участка, с 01.1980 — главный инженер БМУ-6.
- С 12.1983 — главный инженер туннельного отряда № 14.
- С 10.1986 — начальник туннельного отряда № 4.
- С 03.1987 — начальник, Управление строительства Киевского метрополитена «Киевметрострой».
- С 12.1994по 30.04.2018 — председатель правления, ОАО «Киевметрострой».
- Одновременно с 1992 — президент Украинской государственной корпорации по строительству метрополитенов и туннелей «Укрметротуннельстрой».

Депутат Киевского городского совета народных депутатов (1987—1994). Депутат Киевского городского совета (2006—2008).

### Семья
- Отец — Иван Михайлович (1913—1998).
- Мать — Полина Сергеевна (1919—2001).
- Жена — Анна Ивановна (род. 1947).
- Дети — дочери Ирина (род. 1978), Татьяна (род. 1980) Елена (род. 1983).

## Награды и звания
- Герой Украины (с вручением ордена Державы, 13 октября 2004 — за выдающийся личный вклад в развитие транспортной инфраструктуры столицы Украины — города Киева, внедрение современных технологий метростроения, многолетний самоотверженный труд).
- Советские награды: орден «Знак Почёта» (1986), медали «Двадцать лет Победы в Великой Отечественной войне 1941—1945 гг.» (1965) и «В память 1500-летия Киева» (1982); украинские награды: Почётный знак отличия Президента Украины (12.1994),ордена «За заслуги» ІІ (12.1996) и I (04.1999) степеней.
- Знак отличия Президента Украины — юбилейная медаль «20 лет независимости Украины» (19 августа 2011 года)[2]
- Заслуженный строитель Украины (1992).
- Звание «Ветеран труда» (1992).
- Почётный знак отличия Президента Украины (1994)[3].